# Sajaka Murata
Sajaka Murata (japonsky 村田沙耶香, Murata Sajaka; * 14. srpna 1979) je japonská spisovatelka. Za svou tvorbu získala Akutagawovu cenu, Cenu Jukia Mišimy a Nomovu literární cenu a Cenu Gunzó pro nové spisovatele.

## Život
Murata se narodila ve městě Inzai, v japonské prefektuře Čiba, v roce 1979. Jako dítě často četla sci-fi a mysteriózní romány, které si půjčovala od svého bratra a matky. Poté, co se ve čtvrté třídě základní školy pokusila napsat román, jí matka koupila textový procesor. Po dokončení základní školy v Inzai se její rodina přestěhovala do Tokia, kde Murata vystudovala střední školu Kašiwa a univerzitu Tamagawa.

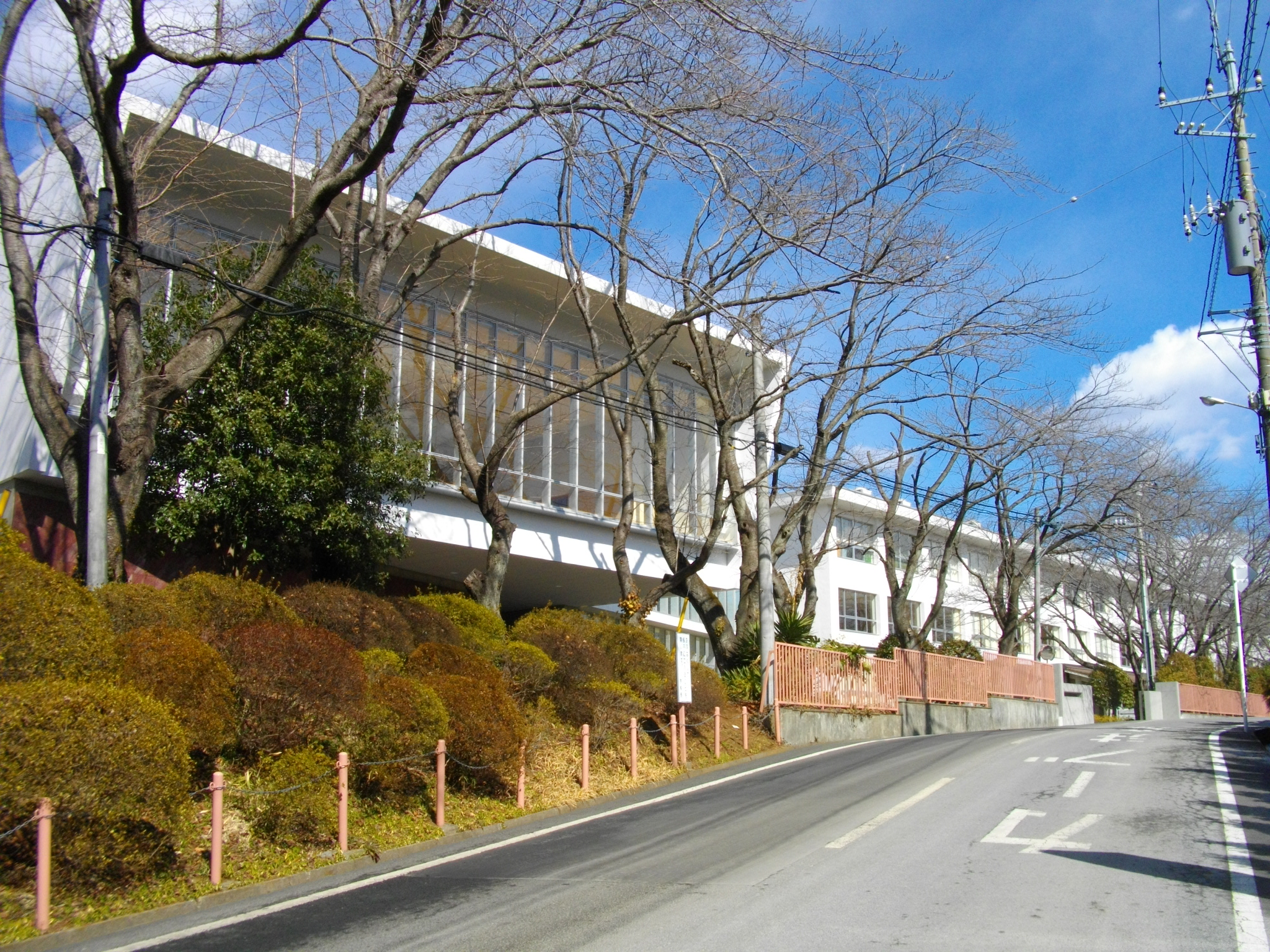
Střední škola Kašiwa

Za svůj první román Džjunjú byla Murata v roce 2003 oceněna Cenou Gunzó pro nové spisovatele. V roce 2013 získala Cenu Jukia Mišimy za knihu Širo-iro no mači no, sono hone no taion no a roku 2014 získala zvláštní cenu Sense of Gender Award. V roce 2016 obdržela prestižní Akutagawovu cenu za svůj desátý román Za sklem (Konbini ningen). Téhož roku byla Murata vyhlášena jednou z žen roku japonské verze časopisu Vogue. Románu Za sklem se v Japonsku se prodalo přes 1,5 milionu výtisků a byl přeložen do více než 30 jazyků.
Murata pracovala osmnáct let na částečný úvazek jako prodavačka v samoobsluze v Tokiu až do roku 2017.

## Styl psaní
Murata ve svých dílech zkoumá postavy, které se neřídí společenskými konvencemi zejména s ohledem na genderové role, rodičovství a sex. Její zkušenost s prací v samoobsluze jí je častokrát inspirací pro témata a příběhy postav. Opakovaným tématem jejích děl je společenská přijatelnost ne-sexuality v různých formách – asexualita, dobrovolný a nedobrovolný celibát často v kontextu manželství (romány Za sklem a Šómecu sekai a povídka „A Clean Marriage“). Murata je také známá svým otevřeným vyobrazováním sexuality dospívajících, jako jsou Gin iro no uta a Širo-iro no mači no, sono hone no taion no. V Sacudžin šussan líčí dystopickou společnost, která používá reprodukční technologie a systém zvaný Zrození-Vražda (Birth-Murder System).